# کلاین کوسویتس

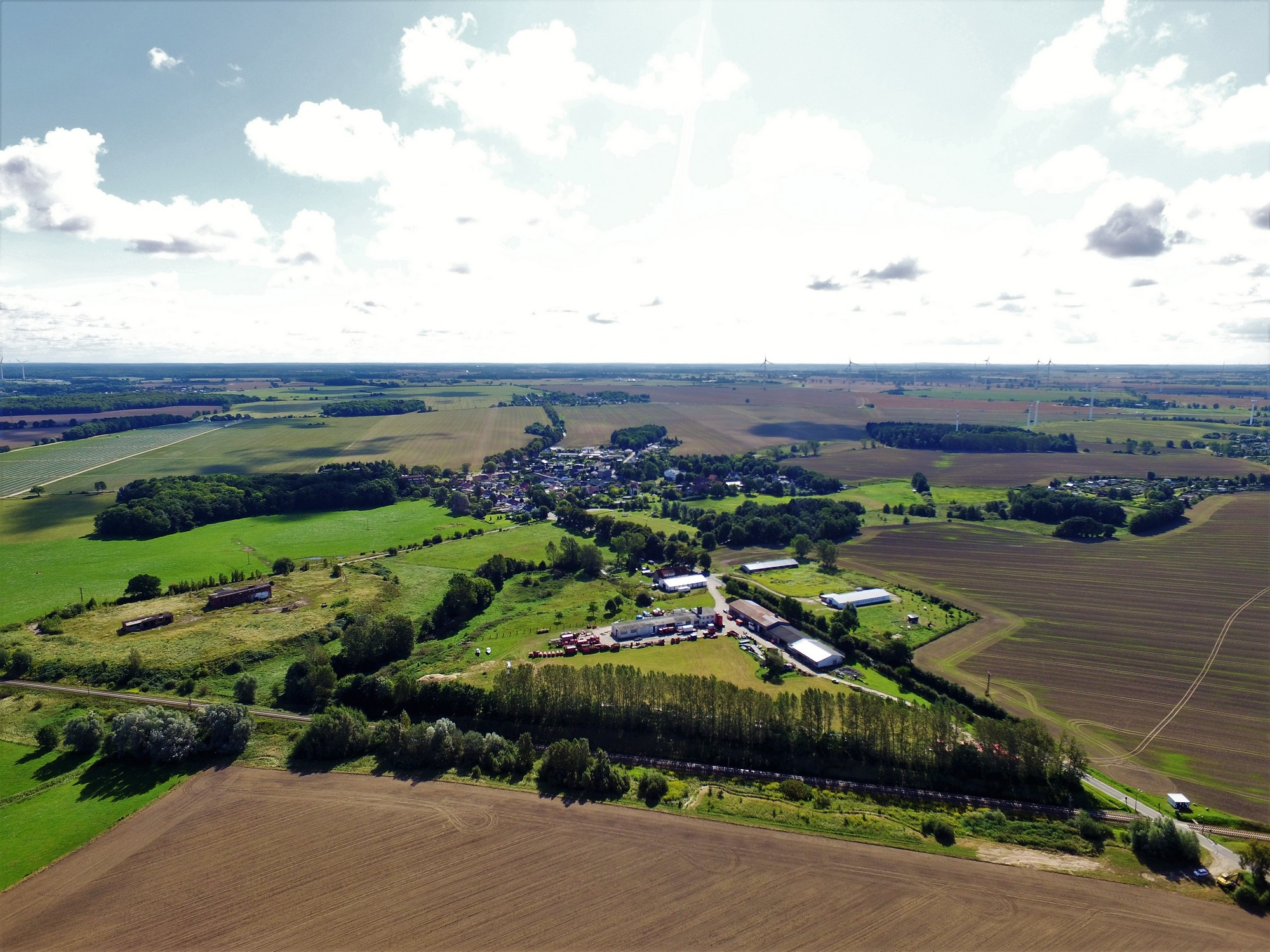
تصویری از شهرستان

کلاین کوسویتس (به آلمانی: Klein Kussewitz) یک شهر در آلمان است که در Rostock District واقع شده‌است. کلاین کوسویتس ۷۵۹ نفر جمعیت دارد.